# الکترون سیاهچاله
در فیزیک نظری، الکترون سیاهچاله مفهومی نگری است که بر پایه آن اگر سیاهچاله‌ای با جرم و بار الکتریکی مشابه یک الکترون وجود داشته باشد، خواصی مشابه الکترون از جمله طول موج کامپتون و گشتاور مغناطیسی آن را خواهد داشت. ایده این چنین سیاهچاله‌ای توسط آلبرت انیشتن در سال‌های میان ۱۹۳۷ و ۱۹۴۹ شکل گرفت.

## شعاع شوارتزشیلد
شعاع شوارتزشیلد (rs) هر جرمی از معادله زیر بدست می‌آید:
{\displaystyle r_{s}={\frac {2Gm}{c^{2}}}}
در این جا G نماد ثابت گرانش؛ c، سرعت نور؛ و m جرم سیاهچاله است؛ که برای الکترون سیاهچاله، مقدار ۱٫۳۵۳×۵۷- ۱۰ متر بدست می‌آید.